# Tarnus pulcer
Genre
Espèce
Tarnus pulcer, unique représentant du genre Tarnus, est une espèce d'opilions laniatores de la famille des Assamiidae.
Dans certaines ressources Web, le nom est ensuite écrit sous la forme Tarnus pulcher, mais sans justification technique.

## Distribution
Cette espèce se rencontre en Thaïlande et en Malaisie.

## Description
Le mâle holotype mesure 1,46 mm et la femelle paratype 1,64 mm.

## Publication originale
- Suzuki, 1969 : « On a collection of opilionids from Southeast Asia. » Journal of Science of the Hiroshima University, sér. B, vol. 22, no 2, p. 11–77.